# Faust (musikgrupp)
Faust är en tysk musikgrupp som bildades 1970.

## Bakgrund
Faust föddes som ett experiment 1969. Den radikala tyska journalisten Uwe Nettelbeck övertalade skivbolaget Polydor att ge ett skivkontrakt till en grupp tyska konstnärer han kände.
Skivbolaget köpte in en skolbyggnad i orten Wümme på tyska landsbygden, bekostade ombyggnaden till studio och tilldelade projektet sin bästa ljudtekniker. Projektet omgavs av strikt sekretess och Polydor hoppades att de skulle få valuta för pengarna, kanske rent av det nya tyska svaret på Beatles. 

## De första skrivorna släpps
Den första LP:n Faust kom 1971 och är mest känd för sitt nyskapande omslag med en röntgenbild av en knytnäve (på tyska Faust) tryckt på genomskinlig plast. Även skivan var genomskinlig. Albumet fick bra recensioner och gav bandet kultstatus utomlands, men sålde dåligt. Det gick upp för Polydor att Faust knappast var den kassako de hade hoppats på. 
Nästa skiva So Far kom 1972 och sålde knappast bättre. Skivbolaget tappade intresset.

## England nappar
Vid det laget hade bandet fått mycket uppmärksamhet i England, inte minst tack vare BBCs legendariske diskjockey John Peel som spelade Faust på hög rotation. Richard Branson signade dem till sitt nystartade skivbolag Virgin Records. 
Virgins första release med Faust blev den experimentella LP:n ”Faust Tapes”, ett kollage av ljudexperiment och överblivna låtidéer från de tidigare skivorna. Skivan var avsedd att öka Fausts profil i England inför lanseringen av ett kommande album som redan var under inspelning.
Faust övertalade Branson att ge ut detta 26-spårsalbum till samma pris som en vanlig singel, vilket var 48 pence 1973. Skivan, med en omslagsbild av opkonstnären Bridget Riley, blev en oväntad succé och gjorde bandet till ett begrepp.
De gav sig ut på sin första turné i England som också blev legendomsusad. Bandet blev känt för sin okonventionella instrumentering, de använde bland annat tryckluftsborrar och flipperspel kopplade till synthar.

## Bandet splittras
Senare samma år (1973) kom albumet Faust IV ut. Första låtens titel ”Krautrock” var en drift med det nedsättande epitet som engelska journalister gav den samtida tyska experimentella rockscenen, och som hädanefter fick ge namn åt en hel genre.
Idag räknas Faust IV som en av sin tids mest betydande skivor, men när den kom ut kunde det relativt välproducerade och genomarbetade albumet inte hitta sin publik. Fausts beundrare förväntade sig något mer utmanande efter de tre ytterst experimentella skivor som föregått den. Samtidigt var albumet fortfarande alldeles för okonventionellt för mainstreampubliken.
Virgin Records vägrade släppa materialet till nästa skiva. Bandet flyttade tillbaks till Tyskland och bröt upp efter interna meningsskiljaktigheter 1975. De återförenas på nytt under 1990-talet.